# Campionato del mondo di scacchi lampo 2023
Il Campionato del mondo di scacchi lampo 2023 (nome ufficiale FIDE Open World Blitz Championship 2023) è stato la 16ª edizione ufficiale dei mondiali blitz. Il torneo si è disputato a Samarcanda, in Uzbekistan dal 29 al 30 dicembre 2023. L'evento si è svolto in concomitanza con il corrispettivo femminile ed è stato preceduto dai mondiali rapidi assoluto e femminile, che si sono svolti nello stesso luogo. Ad aggiudicarsi il titolo è stato il già campione del mondo di scacchi Magnus Carlsen che ha ripetuto il bis di entrambi i titoli come nel 2022.

## Formula
Il torneo era composto di 21 turni a sistema svizzero con tre minuti di tempo a disposizione per ciascun giocatore e due secondi di incremento a mossa.
Potevano partecipare all'evento:
1. Coloro che avevano raggiunto almeno i 2 550 punti Elo FIDE in una delle tre cadenze "Standard", "Rapid" e "Blitz";
2. Tutti i campioni nazionali in carica a qualsiasi cadenza;
3. Invitati dalla FIDE fino a un massimo di dieci;
4. Invitati dall'organizzatore dell'evento fino a un massimo di quindici.

### Spareggi
- Per stabilire le posizioni diverse dalla prima si ricorreva rispettivamente ai seguenti spareggi tecnici:[3]
  1. Buchholz tagliato
  2. Buchholz totale
  3. AROC 1[N 1]
  4. Scontri diretti, classifica avulsa
  5. Sorteggio
- Per stabilire il vincitore del torneo con i primi in classifica a pari merito si sarebbe ricorso a degli spareggi play-off, con un regolamento che prevedeva:
  1. Un match di spareggio di due partite a tre minuti di gioco e due secondi di incremento, se il numero dei giocatori al primo posto fosse stato pari a due. Se il match fosse finito pari si sarebbe proceduto a una partita secca con il giocatore meglio piazzato nello spareggio tecnico, che avrebbe avuto il vantaggio di giocare con il Bianco. In caso di ulteriore parità si sarebbe proceduto con un'ulteriore partita a colori invertiti, e così a seguire fino a che non fosse emerso un vincitore.
  2. Se il numero di giocatori fosse stato superiore a due, sarebbe stato istituito un torneo a eliminazione diretta con match di una sola partita a tre minuti di gioco e due secondi di incremento. Coloro che avessero avuto uno spareggio tecnico migliore avrebbero il vantaggio di giocare con il Bianco. In caso di pareggio di ciascuna partita, il match si sarebbe ripetuto a colori invertiti ad libitum fino a che non fosse emerso un vincitore.

## Montepremi
Il montepremi totale era di USD 350 000 così suddivisi:
| P. | Premio     | P.         | Premio     |
| -- | ---------- | ---------- | ---------- |
| 1º | 60 000 USD | 8º         | 14 000 USD |
| 2º | 50 000 USD | 9º         | 11 000 USD |
| 3º | 40 000 USD | 10º        | 8 000 USD  |
| 4º | 30 000 USD | 11º-16º    | 5 000 USD  |
| 5º | 25 000 USD | 17º-25º    | 3 000 USD  |
| 6º | 22 000 USD | 26º-35º    | 1 500 USD  |
| 7º | 18 000 USD | 18 000 USD | 18 000 USD |

## Controversie
Durante l'11º turno, nella partita tra Daniil Dubov e Jan Nepomnjaščij conclusa in parità, i due giocatori sono stati sanzionati dall'arbitro capo Ivan Syrovy, che ha deciso di dare partita persa a entrambi togliendo così loro il mezzo punto conquistato, in quanto i due si sarebbero accordati sul risultato ottenuto in modo scorretto.